# نظام الرصيد الاجتماعي (رصيد سيسم)
 حساب سيسم هو تقدير للرصيد الاجتماعي، تم تطويره من قبل مجموعة Ant Financial Services Group وهي إحدى الشركات التابعة لمجموعة «علي بابا» ومرتبطة بالحكومة الصينية. تستخدم البيانات التي لدى «خدمات علي بابا» لتجميع النتائج التي على نظام علي بابا. هذه النتيجة هي لترتيب المواطنين في الجمهورية الصينية اعتمادا على عوامل مختلفة منها مثلا: الولاء للحكومة الصينية والولاء للمنتجات الوطنية على أساس تفاعل المواطنين على وسائل التواصل الاجتماعي ومشترياتهم عبر الإنترنت.
المكافآت المقدمة للمواطنين عند التزامهم بهذه الشروط تشمل تسهيلات بالقروض وسهولة الحصول على الوظائف والأولوية لهم في تسهيل أمورهم في دوائر الدولة هذه من ناحية المكافآة لكن يوجد أيضاً نظام العقوبات، عندما يكون رصيد المواطن سلبي أو حتى عندما يكون مرتبط أو على علاقة بأي شكل كان مع شخص لديه رصيد منخفض، تتراوح العقوبات من سرعات الإنترنت المنخفضة إلى حرمانهم من الحصول على (فرص عمل، قروض، أوارقهم في دوائر الدولة).
لقد وصف هذا النظام من جانب بعض من المنظمات الإنسانية، بأنه أداة مراقبة وآلية تأديبية جماعية.

## وصلات خارجية
- الموقع الرسمي